# Otto Brunner (Spanienkämpfer)

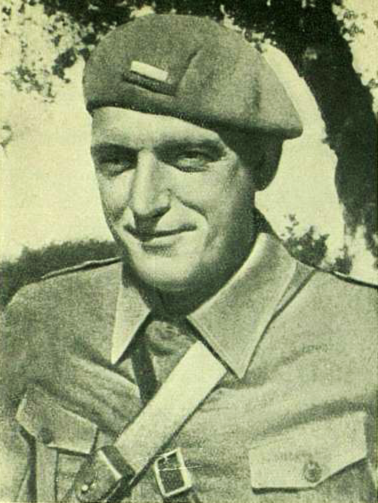
Otto Brunner (vor 1939)

Otto Brunner (* 21. Oktober 1896 in Binningen; † 16. Februar 1973 in Zürich) war ein Schweizer Kommunist, der im Spanischen Bürgerkrieg auf republikanischer Seite das Bataillon Tschapajew kommandierte.

## Biografie
Otto Brunner wurde 1896 als Sohn eines Typographen in Binningen geboren. Er absolvierte eine Mechanikerlehre. 1913 wanderte er mit seinen Eltern nach Brasilien aus, wo er mit einer kurzen Unterbrechung bis 1927 lebte. Ab 1927 war er als Sanitärmonteur in Zürich tätig.
Von 1928 bis 1931 präsidierte er die Gruppe Monteure im Schweizerischen Metall- und Uhrenarbeiterverband (Smuv). 1932 führte er den Zürcher Monteurstreik an. 1933 wurde er aus dem Smuv ausgeschlossen. Von 1932 bis 1936 gehörte Brunner dem Politbüro der Kommunistischen Partei an, 1936, 1939 und 1941–42 dem Parteisekretariat. Von 1934 bis 1936 war er ausserdem Sekretär der Zürcher Kantonalpartei. Von 1931 bis 1936 und nochmals von 1946 bis 1947 war er Mitglied der Legislative der Stadt Zürich; in den Jahren 1935–36 und nochmals von 1947 bis 1951 gehörte er dem Zürcher Kantonsrat an.
800 freiwillige Schweizer kämpften im Spanischen Bürgerkrieg gegen Franco und die nationalistischen Truppen. Brunner war von Mitte November 1936 bis Ende 1938 in Spanien, zunächst als Politkommissar. Schon am 4. Januar 1937 wurde er Kommandant des Sturmbataillons Tschapajew, das nach dem russischen Bürgerkriegshelden Tschapajew benannt und Teil der XIII. Interbrigade der Internationalen Brigaden war. Schwere Kampfverletzungen zwangen Brunner nach rund einem halben Jahr zu wochenlangen Spitalaufenthalten in Spanien und Frankreich. Ende 1937 kehrte er wieder zu den Truppen zurück, nahm aber nur noch Aufgaben hinter den Frontlinien wahr.
Sein Ruf als Held der Arbeiterschaft erlitt Flecken wegen einer Schiesserei, deren Umstände nie ganz erhellt werden konnte. Brunner jedenfalls wurde beschuldigt, in Barcelona einen Schweizer erschossen zu haben, der als trotzkistischer Abweichler galt. In einem aufsehenerregenden Geschworenengerichtsprozess, der nach seiner Rückkehr in Winterthur durchgeführt wurde, wurde er mangels Beweisen allerdings freigesprochen.
In der Schweiz wurden die heimgekehrten Spanienkämpfer juristisch verfolgt und zum grossen Teil zu Haftstrafen verurteilt. Brunner wurde wegen seines Spanien-Engagements 1939 zu sechs Monaten Gefängnis verurteilt, von denen er allerdings nur zwei Monate absitzen musste, ausserdem wurden ihm die bürgerlichen Ehrenrechte für drei Jahre aberkannt. Zusammen mit anderen Heimgekehrten aus dem KP-Umfeld gründete er in Zürich die Interessengemeinschaft der Schweizer Spanienfreiwilligen und wurde deren erster Präsident.
Später brach Brunner mit der Kommunistischen Partei. Er wurde 1951 aus der Partei der Arbeit der Schweiz (der Nachfolgepartei der verbotenen KP) ausgeschlossen. Als im März 1956 in der DDR eine  Neuauflage des Buches Spanisches Kriegstagebuch von Alfred Kantorowicz geplant wurde, befürchtete Kantorowicz, dass die Namen von Wilhelm Zaisser und Otto Brunner getilgt werden müssten, da sie inzwischen in Ungnade gefallen seien. Das Buch erschien jedoch im Zuge der Tauwetterpolitik ohne Kürzungen.
1968 trat Brunner der Partei der Arbeit wieder bei. 1973 starb er in Zürich.